# Vinantes
Vinantes – miejscowość i gmina we Francji, w regionie Île-de-France, w departamencie Sekwana i Marna.
Według danych na rok 1990 gminę zamieszkiwało 247 osób, a gęstość zaludnienia wynosiła 47 osób/km² (wśród 1287 gmin regionu Île-de-France Vinantes plasuje się na 960. miejscu pod względem liczby ludności, natomiast pod względem powierzchni na miejscu 658.).